# Davide Guarneri
Davide Guarneri (Lovere, 25 maart 1985) is een Italiaans motorcrosser.

## Carrière
Guarneri begon met motorcrossen in het Italiaanse minicrosskampioenschap, dat hij twee keer won in 1994 en 1995. In 1999 schakelde hij over naar de 125cc-klasse, waarmee hij tweede werd in het junior Italiaans Kampioenschap. Dat kampioenschap wist hij te winnen in 2001. In 2002 werd hij junior Wereldkampioen 125cc. In 2003 maakte hij zijn debuut in het Wereldkampioenschap motorcross met KTM, en werd derde in het Italiaans Kampioenschap. In 2004 nam hij enkele wedstrijden deel aan het Wereldkampioenschap, waarin hij in totaal tien punten scoorde.
Vanaf 2005 kwam Guarneri uit op Yamaha in de MX2-klasse. Hij wist dat jaar een reeks te winnen en stond eenmaal als tweede op het podium. Hij sloot het seizoen af als elfde. Het seizoen 2006 viel in het water door een infectie die hem een groot deel van het seizoen verzwakte. Guarneri eindigde als zestiende. Ook 2007 verliep moeizaam, maar Guarneri won wel zijn eerste Grand Prix uit zijn carrière, op de Citadel van Namen. Dat seizoen eindigde hij als twaalfde. In 2008 won hij zijn tweede en tot nog toe laatste Grand Prix uit zijn carrière, in zeer modderige omstandigheden, in Spanje. Blessures strooiden weer roet in het eten en Guareneri werd vijftiende in de eindstand. Het seizoen 2009 werd het eerste waarin Guarneri regelmatig presteerde. Hij stond geen enkele keer op het podium, maar werd wel vierde in de eindstand van het Wereldkampioenschap.
Voor het seizoen 2010 maakte Guarneri de overstap naar de MX1-klasse. Hij veranderde ook van Yamaha naar Honda, waar hij onder de vleugels kwam van Marnicq Bervoets. Guarneri presteerde zeer degelijk en werd negende in de eindstand. In 2011 ging Guarneri voor een Frans Kawasakiteam rijden. In de zeer competitieve MX1-klasse presteerde hij iets te onregelmatig en Guarneri eindigde als zestiende. In 2012 en 2013 reed hij terug voor KTM. Hij sloot deze seizoenen af als dertiende en vijftiende, mede door blessures. Vanaf 2014 komt Guarneri uit voor TM. In 2014 presteerde hij weer iets regelmatiger en werd opnieuw negende algemeen. Het seizoen 2015 begon goed, maar Guarneri geraakte zwaar geblesseerd in de vijfde wedstrijd van het seizoen. Guarnieri sloot het seizoen af als achttiende.
Guarneri was ook al een aantal keer lid van de Italiaanse ploeg voor de Motorcross der Naties.

## Palmares
| 1 | 05-08-2007 | België | Namen    |
| 2 | 20-04-2008 | Spanje | Bellpuig |